# Severovýchod Spojených států amerických

Státy v červených barvách jsou úřadem United States Census Bureau považovány za severovýchod

Severovýchod (Northeastern United States) je jeden ze čtyř regionů Spojených států amerických. Zahrnuje 9 států, Maine, New Hampshire, Vermont, Massachusetts, Rhode Island, Connecticut, New York, New Jersey a Pensylvánii, a člení se dále na středoatlantskou oblast a oblast Nové Anglie.
Jako část severovýchodního regionu se někdy počítají i státy Delaware, Maryland a Západní Virginie, protože zasahují do megalopole BosWash. Oficiálně však patří do jihoatlantické oblasti.
V roce 2010 zde podle sčítání lidu žilo 55 317 240 obyvatel. Region je ohraničen na severu Kanadou, na západě regionem Midwest, na jihu s jižními regiony a na východě Atlantským oceánem. Největší město regionu, New York, je také největší město a metropolitní oblast ve Spojených státech.
Severovýchod je i nejbohatší region USA. V roce 2007 byly podle statistik nejbohatší státy USA Maryland, New Jersey, Connecticut, Havaj a Massachusetts.
Samotný stát New York tvoří asi 8 procent celkového HDP USA v roce 2005. Zatímco příjem je vysoký, celkový počet obyvatel a rozloha je malá (kromě New Yorku a Pensylvánie), přičemž pouze New York, New Jersey a Pensylvánie patří mezi 10 nejlidnatějších států a žádný ze států nepatří mezi 10 největších.